# Ekaterina Krivec
Ekaterina Jur'evna Krivec (in russo Екатерина Юрьевна Кривец?; 14 novembre 1984) è una pallavolista russa.
Gioca nel ruolo di centrale nella Ženskij volejbol'nyj klub Dinamo Krasnodar.

## Carriera
La carriera di Ekaterina Krivec inizia nel 2003 tra le file dello Ženskij Volejbol'nyj Klub Čerkassy. Nelle due stagioni col Krug Čerkassy, si aggiudica una volta ciascuno il campionato e coppa nazionale. Nel 2005 viene ingaggiata dal Volejbol'nyj Klub Galičanka-Dinamo-TNEU, dove resta per una sola stagione. Nel 2006 viene ingaggiata in Russia, dal Volejbol'nyj klub Universitet-Technolog, dove gioca per una sola stagione. Un anno dopo, resta inattiva. Nel 2008, però, torna subito a giocare nel Belgorod, dove resta per le due stagioni successive: nella prima vince la Coppa di Russia, nella seconda termina il campionato con una inattesa retrocessione.
Viene poi ufficializzato il suo ingaggio da parte della Pallavolo Sirio Perugia per la stagione 2010-11, anche se a metà campionato viene ceduta alla Ženskij volejbol'nyj klub Dinamo Moskva, con la quale gioca per tre stagioni e mezza, vincendo due volte la Coppa di Russia e raggiungendo ogni anno la finale scudetto, uscendo però sempre sconfitta. Nella stagione 2014-15 passa alla Ženskij volejbol'nyj klub Dinamo Krasnodar, dove vince la Coppa CEV.

## Palmarès

### Club
- Campionato ucraino: 1

2004-05
- Coppa d'Ucraina: 1

2004-05
- Coppa di Russia: 3

2008, 2011, 2013
- Coppa CEV: 1

2014-15